# La Truite (Courbet)
Pour les articles homonymes, voir La Truite.
La Truite est un tableau réalisé en 1872 par le peintre français Gustave Courbet. De format horizontal, cette huile sur toile est une peinture animalière qui représente une truite que l'on vient de pêcher, posée sur un sol rocheux. La bouche ouverte pour laisser passer la ligne à laquelle il est hameçonné, l'animal à l'agonie évoque propbablement à l'artiste ses propres difficultés, alors qu'il sort de prison. Aussi l'œuvre est-elle généralement comprise comme un autoportrait symbolique. Achetée en 1936, elle est conservée à la Kunsthaus de Zurich, à Zurich, en Suisse. Une variante de 1873 à la composition inversée se trouve depuis 1986 au musée d'Orsay, à Paris.

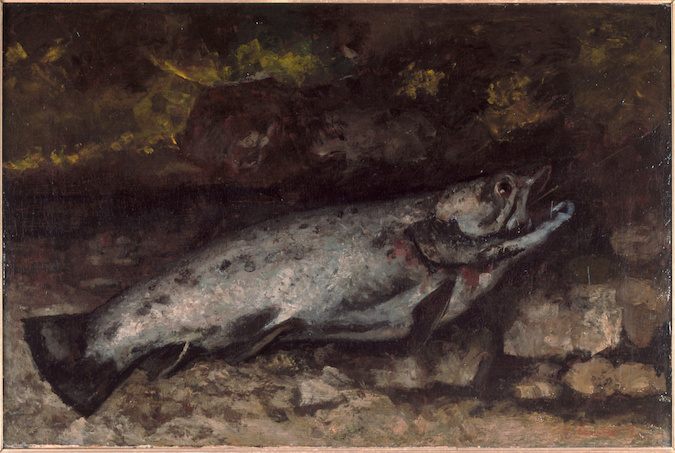
La Truite, 1873 – Musée d'Orsay, Paris.